# Nuoto artistico ai campionati mondiali di nuoto 2019 - Duo misto (programma libero)
La gara del nuoto artistico - duo misto libero dei campionati mondiali di nuoto 2019 è stata disputata il 19 e 20 luglio presso il ginnasio Yeomju di Gwangju. La gara, alla quale hanno preso parte 11 coppie miste provenienti da 11 nazioni, si è svolta in due turni.
La competizione è stata vinta dalla coppia russa Majja Gurbanberdieva e Aleksandr Mal'cev, mentre l'argento e il bronzo sono andati rispettivamente alla coppia italiana Manila Flamini e Giorgio Minisini e a quella giapponese Atsushi Abe e Yumi Adachi.

## Programma
| Data           | Ora (UTC+9) | Turno       |
| -------------- | ----------- | ----------- |
| 19 luglio 2019 | 11:00       | Preliminari |
| 20 luglio 2019 | 17:00       | Finale      |

## Risultati
| Pos. | Nazione     | Atleta                                 | Preliminari | Preliminari | Finale  | Finale |
| Pos. | Nazione     | Atleta                                 | Punti       | Pos.        | Punti   | Pos.   |
| ---- | ----------- | -------------------------------------- | ----------- | ----------- | ------- | ------ |
| 1    | Russia      | Majja Gurbanberdieva Aleksandr Mal'cev | 93,1000     | 1           | 92,9667 | 1      |
| 2    | Italia      | Manila Flamini Giorgio Minisini        | 91,6000     | 2           | 91,8333 | 2      |
| 3    | Giappone    | Atsushi Abe Yumi Adachi                | 89,8000     | 3           | 90,4000 | 3      |
| 4    | Stati Uniti | Bill May Natalia Vega                  | 87,8667     | 4           | 88,3000 | 4      |
| 5    | Spagna      | Emma García Pau Ribes                  | 86,1333     | 5           | 86,3667 | 5      |
| 6    | Cina        | Cheng Wentao Shi Haoyu                 | 85,7000     | 6           | 85,6667 | 6      |
| 7    | Brasile     | Renan Souza Giovana Stephan            | 81,2333     | 7           | 81,2333 | 7      |
| 8    | Colombia    | Jennifer Cerquera Gustavo Sánchez      | 78,5667     | 8           | 78,7000 | 8      |
| 9    | Uzbekistan  | Dinara Ibragimova Vyacheslav Rudnev    | 74,2333     | 9           | 74,4333 | 9      |
| 10   | Turchia     | Gökçe Akgün Rümeysa Ünal               | 70,2000     | 10          | 70,9000 | 10     |
| 11   | Australia   | Ethan Calleja Danielle Kettlewell      | 68,9667     | 11          | 68,7000 | 11     |